# The Best (album Saxon)
The Best – drugi album kompilacyjny heavymetalowego zespołu Saxon wydany w 1987 roku przez wytwórnię Disco Acme S.A. De C.V.

## Lista utworów
1. „Wheels of Steel” – 5:58
2. „Strong Arm of the Law” – 4:33
3. „Just Let Me Rock” – 4:12
4. „Motorcycle Man” – 3:56
5. „Denim and Leather” – 5:28
6. „The Crusader Prelude” – 1:06
7. „Crusader” – 6:37
8. „Power and the Glory” – 5:53
9. „Never Surrender” – 3:14
10. „747 (Strangers in the Night)” – 4:59